# Sawadaea tulasnei
Sawadaea tulasnei (Fuckel) Homma – gatunek grzyba z rodziny mączniakowatych (Erysiphaceae). Pasożytuje na niektórych gatunkach klonów, powodując u nich chorobę zwaną mączniakiem prawdziwym.

## Systematyka i nazewnictwo
Pozycja w klasyfikacji według Index Fungorum: Sawadaea, Erysiphaceae, Helotiales, Leotiomycetidae, Leotiomycetes, Pezizomycotina, Ascomycota, Fungi.
Po raz pierwszy zdiagnozował go w 1866 r. Karl Wilhelm Gottlieb Leopold Fuckel nadając mu nazwę Uncinula tulasnei. Obecną, uznaną przez Index Fungorum nazwę nadał mu Yasu Homma w 1937 r.
Synonimy:
- Erysiphe varium Fr., 1822
- Uncinula aceris var. tulasnei (Fuckel) E.S. Salmon 1900
- Uncinula bicornis var. tulasnei (Fuckel) W.B. Cooke 1952
- Uncinula tulasnei Fuckel 1866

## Morfologia
Jest pasożytem. Tworzy kolonie na liściach w postaci białych plam, które początkowo są niewielkie i oddzielne, potem coraz większe i zlewają się. Mogą zajmować całą powierzchnię liścia.
Konidia o zmiennym kształcie – jajowate, baryłkowate lub cylindryczne, często o obrysie kanciastym. Tworzą się w łańcuszkach, mają rozmiary 19–28 × 13–18 µm, stosunek długości do szerokości około 1,5:1 lub mniej. Występują w nich ciałka fibrozynowe. Oprócz makrokonidiów występują mikrokonidia o rozmiarach 7–11 × 6–9 µm z ciałkami fibrozynowymi.
Klejstotecja w rozproszeniu lub w grupach. Pojedyncze ma wymiary (125–) 140–190 µm i zbudowane z nieregularnie wielokątnych komórek o średnicy 8–15 µm. Przyczepki w górnej połowie klejstotecjum, w liczbie od około 40 do 80, krótsze od jego średnicy (0,3–0,75 średnicy), szkliste, gładkie lub lekko szorstkie, bez nieseptowane, grubościenne, o szerokości ok. 6–11,5 µm, proste lub rozgałęzione, przy czym dominują przyczepki proste. Ich wierzchołki jeden raz tylko rozszczepiają się i koliście zaginają, czasami zdarzają się proste, o nierozszczepionych wierzchołkach. Worki w liczbie 4–20 w jednym klejstotecjum, 60–80 (–100) × (30-) 35–50 (–55) µm, (6–) 8–zarodnikowe. Askospory jajowate elipsoidalne lub prawie kuliste, 15–25 (–30) × 10–15 µm.

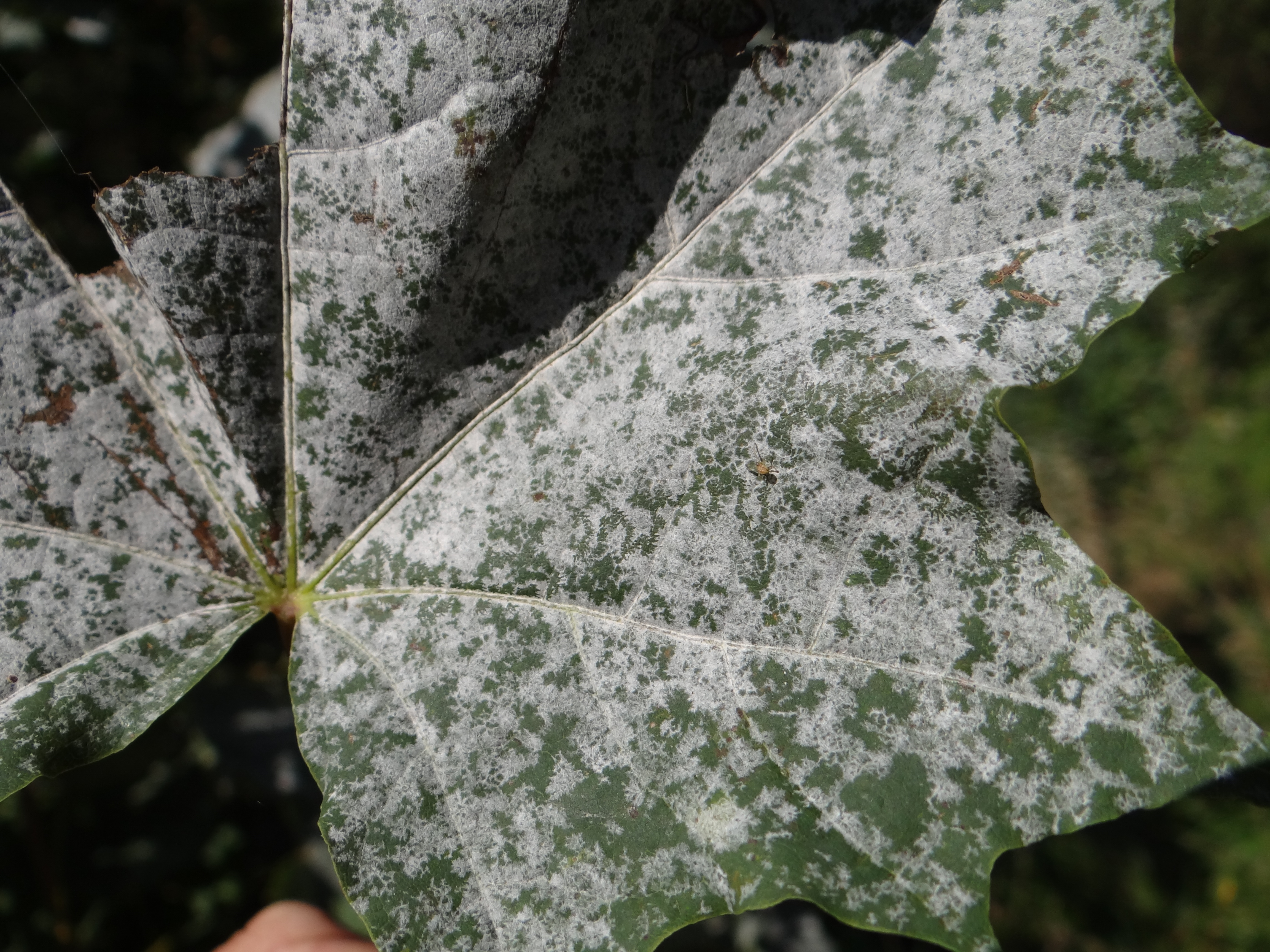
Nalot na liściu klonu
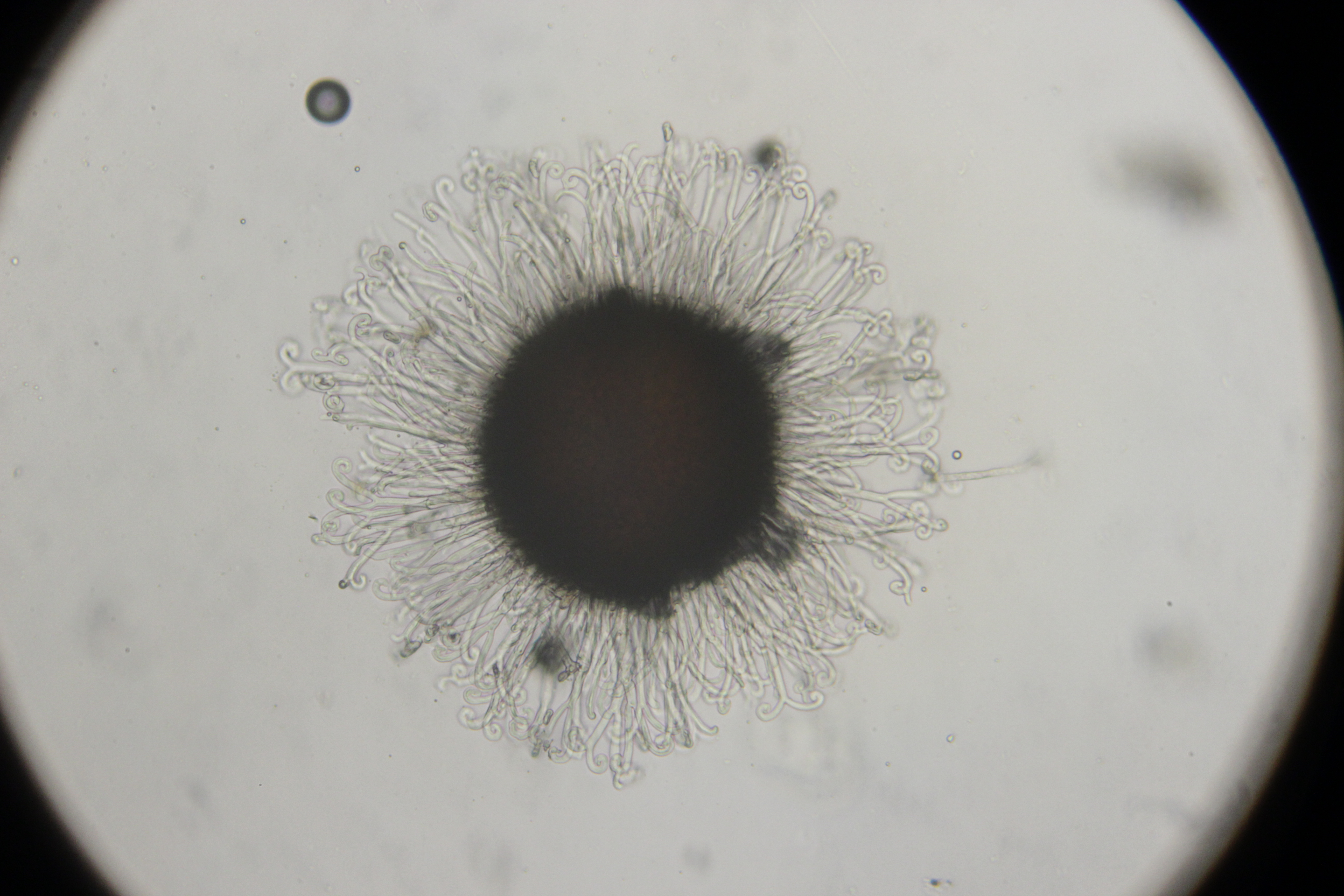
Klejstotecjum
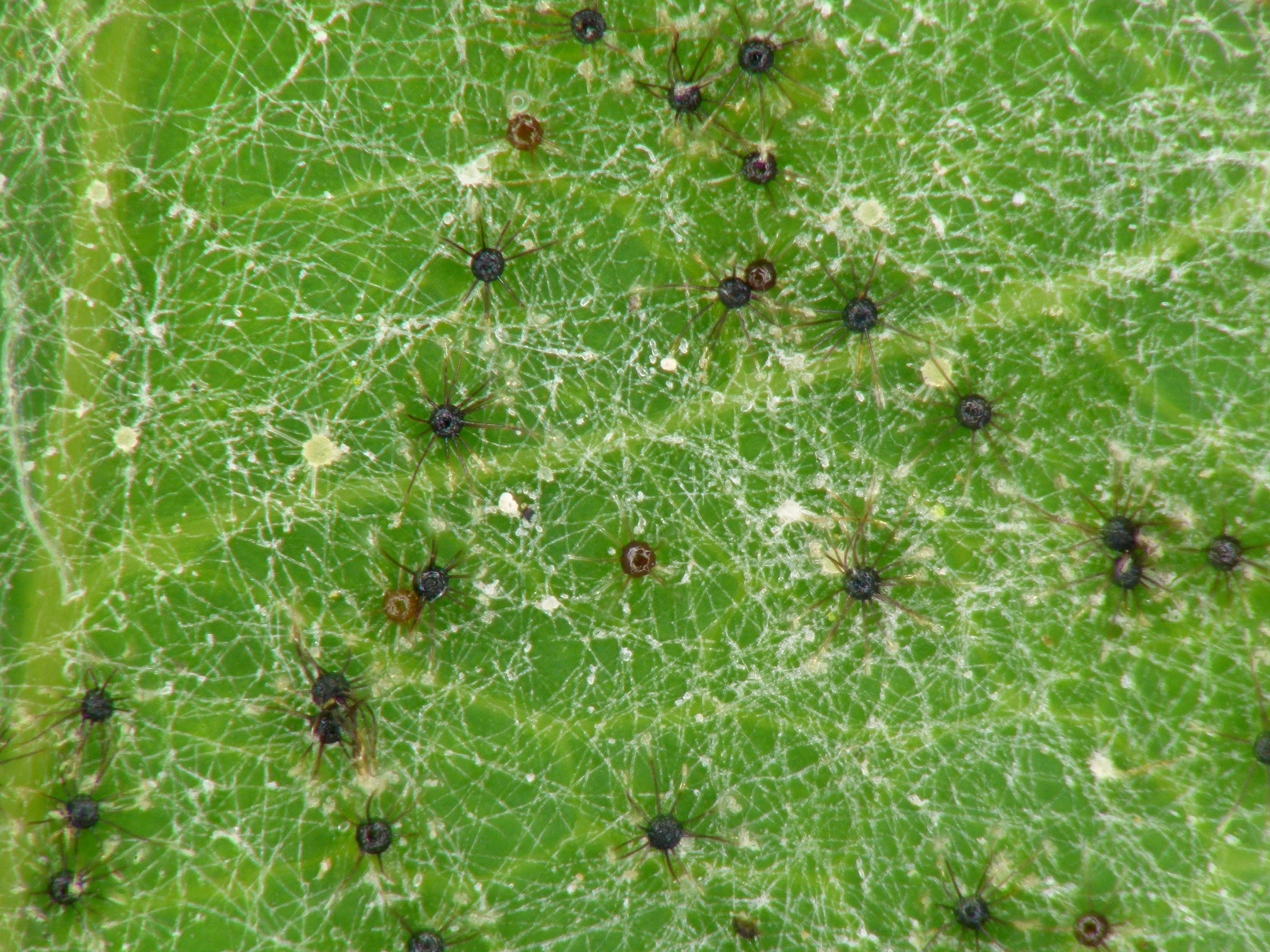
Strzępki grzybni i klejstotecja
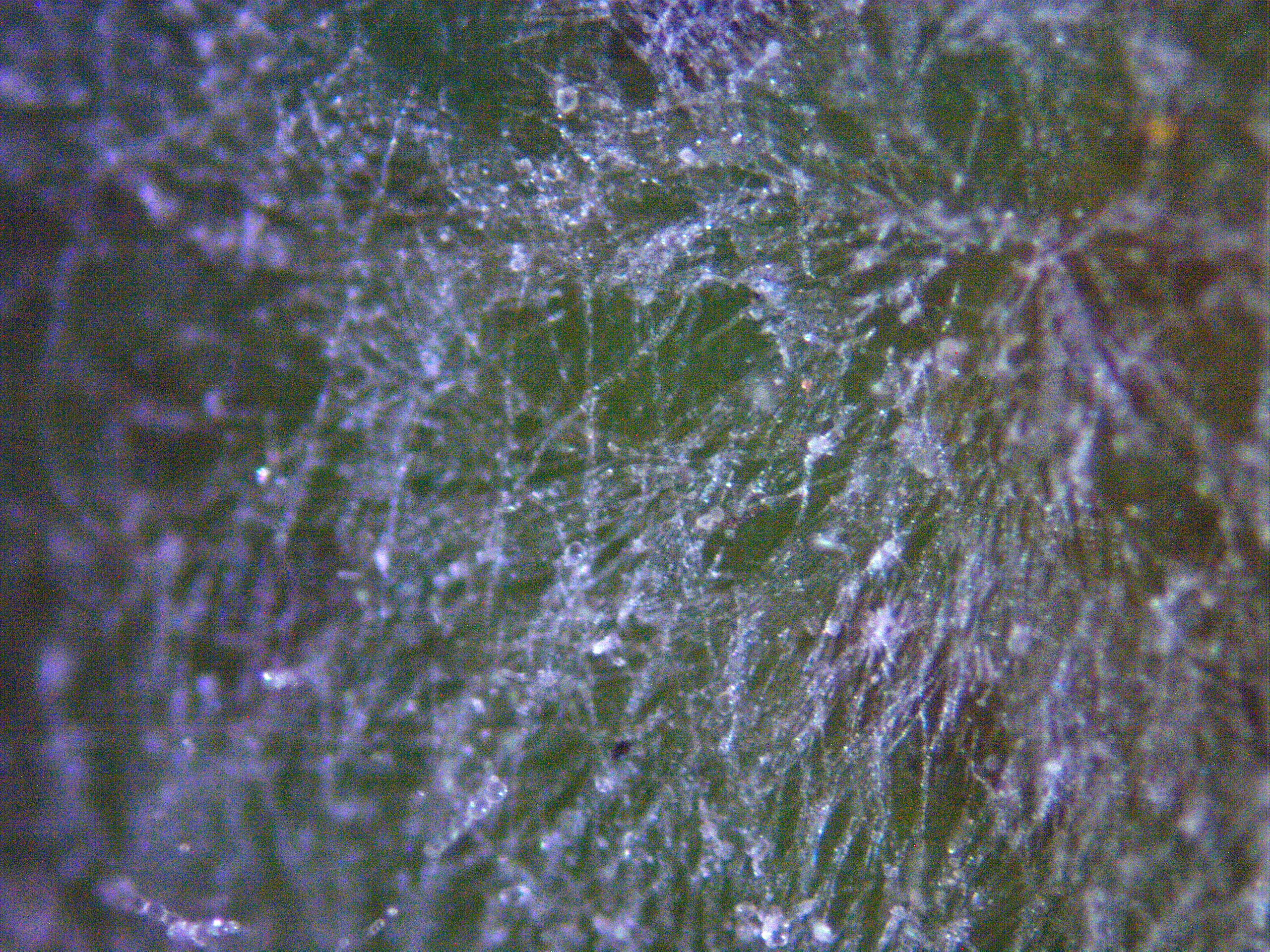
Strzępki grzybni

## Występowanie
Występuje w prawie całej Europie, Azji Środkowej, Syberii, na Dalekim Wschodzie Rosji, w Chinach, Japonii.
Pasożytuje na niektórych gatunkach klonów. W Polsce notowany na klonie ginnala (Acer ginnala), jaworze (Acer pseudoplatanus), klonie srebrzystym (Acer saccharinum). Nie występuje na klonie zwyczajnym (Acer platanoides),  klonie polnym (Acer campestre).
Na klonach pasożytuje jeszcze Sawadaea bicornis. S. tulasnei jest od niego rzadszy. Odróżnia się nie tylko cechami mikroskopowymi, ale także tworzonym na powierzchni liści nalotem – nie jest on mączysty, ale lśniący i ma ostro ograniczone obrzeża. Ponadto biały nalot tworzy się głównie na górnej powierzchni liści, podczas gdy S. bicornis tworzy naloty na obydwu powierzchniach liści. Podzielone są zdania co do jego występowania na klonie jesionolistnym (Acer negundo); w Polsce podano jego występowanie na tym gatunku, według Plant Parasites of Europe nie występuje on na tym gatunku.